# Gaspard van den Bosch
Gaspard van den Bosch (in francese: Gaspard Dubois, in latino Gaspar Nemius; 's-Hertogenbosch, 23 aprile 1577 – Cambrai, 27 novembre 1667) è stato un arcivescovo cattolico belga.

## Biografia
Nato nel 1577 a 's-Hertogenbosch, studiò teologia all'Università di Douai. Entrato nel mondo ecclesiastico, fu ordinato sacerdote il 17 marzo 1612 a 's-Hertogenbosch.
Il 12 febbraio 1635 venne nominato vescovo di Anversa da papa Urbano VIII e fu consacrato il 22 luglio nella cattedrale di Nostra Signora dall'arcivescovo Jacobus Boonen, insieme ad Antonius Triest e Michael Ophovius come co-consacranti.
Il 24 agosto 1649 fu scelto come successore di Joseph de Bergaigne alla guida dell'arcidiocesi di Cambrai e il 27 novembre 1651 venne nominato arcivescovo metropolita di Cambrai da papa Innocenzo X. Mantenne l'incarico fino alla morte, avvenuta nel 1667 a Cambrai.

## Genealogia episcopale e successione apostolica
La genealogia episcopale è:
- Cardinale Juan Pardo de Tavera
- Cardinale Antoine Perrenot de Granvelle
- Vescovo Frans van de Velde
- Arcivescovo Louis de Berlaymont
- Vescovo Maximilien Morillon
- Vescovo Pierre Simons
- Arcivescovo Matthias Hovius
- Arcivescovo Jacobus Boonen
- Arcivescovo Gaspard van den Bosch

La successione apostolica è:
- Vescovo Marius Ambrosius Capello, O.P. (1654)
- Arcivescovo Jean de Wachtendonck (1654)
- Arcivescovo Ladislas Jonnart (1662)